# Партизанско гробље у Охриду
|  | Овај чланак је део чланка о Споменицима посвећеним Народноослободилачкој борби 1941—1945. |

Партизанско гробље у Охриду се налази на падинама планине Галичице, односно пределу изнад Биљаниних извора који носи име Студенчишта. Гробље је ограђено са ниском оградом од обрађеног камена, а уз пут, који пролази кроз средину гробља, налазе се гробови 31 палог борца НОВЈ из Охрида и околице. Сваки гроб је обележен са пирамидом од белог мермера на којој је исписано име сваког борца. У средини алеје се налази мермерна спомен-плоча пред којом се полажу венци и цвеће.